# Borhida
Borhida (szlovénül: Borejci) falu Szlovéniában, Muravidéken, Pomurska régióban. Közigazgatásilag Csendlakhoz tartozik.

## Fekvése
Muraszombattól 6 km-re északnyugatra a Lendva jobb partján fekszik, a Ravensko tájon.

## Története
A települést 1421-ben "Boryhyda" alakban említik először. 1431-ben és 1436-ban "Borihyda", 1468-ban "Borhida", 1476-ban "Borhyda" néven szerepel a korabeli forrásokban. Köznemesek birtoka volt. Később az egervári uradalom része. A 17. század végén a Szapáryak és a Batthyányak birtoka lett.
Vályi András szerint "BORHÍDA. Tót falu Vas Vármegyében, földes Urai Gróf Battyáni, és G. Szapáry Uraságok, fekszik hegyek között Mór vizétöl nem meszsze, határja jó termékenységű, ’s minden első Osztálybéli falukat illető tulajdonságokkal megáldattatott."
Fényes Elek szerint "Borhida, vindus falu, Vas vármegyében, a muraszombati uradalomban 83 kath., 65 evang. lak. Ut. p. Radkersburg."
Vas vármegye monográfiája szerint "Borhida, 39 házzal és 239 r. kath. és ág. ev. vend lakossal. Postája Ferenczfalva, távirója Muraszombat."
1910-ben 281, többségben szlovén lakosa volt, jelentős cigány kisebbséggel. A trianoni békeszerződésig Vas vármegye Muraszombati járásához tartozott, 1919-ben átmenetileg a de facto Mura Köztársaság része lett. 2002-ben 251 lakosa volt.